# Ranunculus morii
Ranunculus morii är en ranunkelväxtart som först beskrevs av Yoshimatsu Yamamoto, och fick sitt nu gällande namn av Jisaburo Ohwi. Ranunculus morii ingår i släktet ranunkler, och familjen ranunkelväxter. Inga underarter finns listade i Catalogue of Life.